# Weligton
Weligton Robson Pena de Oliveira, född 26 augusti 1979, mer känd som Weligton, är en brasiliansk före detta fotbollsspelare (mittback) som spelade en stor del av sin karriär i Málaga.